# Les Diablerets
Les Diablerets  é uma localidade na comuna suíça de Ormont-Dessus, no cantão de Vaud, na Suíça. A localidade deu o nome á montanha e ao maciço des Diablerets.
Localidade de alpagem - termo que designa um prado na montanha - desenvolveu-se com o esqui a partir dos meados do século XX e hoje também se fez um nome com o Festival de cinema des Diablerets, dedicado ao cinema de montanha.

## Esqui
A localidade é o ponto de partida para as pistas de esqui de  Isenau e Meilleret e a partir do colo do Pillon fazer o glaciar des Diablerets.